# Munkások falva (Ahet-Aton)
A munkások falva (ismert keleti falu néven is) egy fallal körülvett település volt az ókori egyiptomi Ahet-Aton (ma El-Amarna) városa közelében. A várostól keletre feküdt, a királysír völgye és a déli sírok közti sziklák alapjából kinyúló alacsony fennsíkon. A szabályos alaprajzú településen feltehetőleg a közeli sírokon dolgozó munkások éltek. A falu nagyban hasonlít más fennmaradt munkásfalukhoz (Kahun, Dejr el-Medina). Még évekkel Ehnaton halála és a város elhagyása után, Tutanhamon idejében is lakott volt, így lakói valószínűleg a sírok későbbi felszámolásában is részt vettek, amikor Ahet-Atont elhagyták lakói és halottaikat is magukkal vitték. A közelben állt egy másik munkásfalu is.

## A település szerkezete
A falu kb. 70×70 méteres területen helyezkedett el. A települést körülvevő falon egy bejárat vezetett át, a déli oldalon. A 64, más források szerint 72, agyagtéglából épült ház öt észak-déli irányú utca mentén helyezkedett el. Egy szintén észak-déli irányú fal két nem egyforma méretű részre osztotta a települést; a nagyobb, keleti részen négy sor ház állt, a kisebb nyugatin, melyet valószínűleg később építettek a már korábban fallal körülvett településhez, kettő. A tudatos tervezés nemcsak a település alaprajzának szabályosságában mutatkozik meg: a házak többségének tájolása biztosította, hogy a kelő nap fénye a hálószobába és a konyhába világítson be, a délutáni napfény pedig a valószínűleg műhelyként is szolgáló előszobát és a lakóhelyiséget világítsa meg.
A keleti településrész négy házsorából a legkeletebbre lévő végigért a falu egész hosszán, a másik három mögött az északi fal mentén egy kelet-nyugati irányú utca kötötte össze a négy észak-déli irányút. A három nyugati házsor bentebb is kezdődött, így a falu bejárata és a házak közt téglalap alakú nyitott tér alakult ki. A legkeletebbi sor első háza, melynek ajtaja a térre nyílt, nagyobb volt a többinél, egy magasabb rangú ember háza lehetett (a többi ház ellenben mind egyforma méretű; Lahun házaival ellentétben nem mutatnak társadalmi rétegződést).
A keleti településrész házainak ajtói mind nyugat felé nyílnak; a falon túli nyugati településrészen mindkét sor háznak a köztük húzódó utca felé nyílnak az ajtói, melyeket úgy terveztek, hogy ne egymással szemben legyenek, így ne lehessen egyik ház ajtajából átlátni a másikba. A nyugati résznek egykor külön bejárata volt, de ezt később befalazták. A keleti rész „főteréről” nyíló bejárata közelében kis szentély állt.
A település népessége 310 körül volt, a népsűrűség kb. 15,8 fő/m².

## A házak
A házak körülbelül ötször tíz méter alapterületűek voltak; két, az utcával párhuzamos fal három részre osztotta őket, a leghátsó helyiséget pedig fallal két még kisebb félre osztották. A házak így négy helyiségből álltak: egy bejárati helyiségből vagy udvarból, ahová közvetlenül az utcáról lehetett belépni (ez volt a legnagyobb helyiség), innen egy lakóhelyiség nyílt, melyben oszlop támasztotta alá a tetőt, ebből pedig egy hálószoba és egy konyha, ahonnan lépcső vezetett fel a tetőre. A helyiségek kb. 2 méter magasak voltak, de a háznak külső falai alig több mint 30 cm, a belső falak pedig 10 cm vastagok, ami nem tudott volna megtartani egy második szintet, így a tetőn valószínűleg nem voltak komolyabb építmények.
A kb. 5×2 méter területű előszoba vagy udvar gyakran ketrecet is magába foglalt, így valószínű, hogy itt tartották az állatokat a lakók. Egyes házakban műhely, szövőszék, kemence nyomait találták itt, ami mutatja a település lakóinak sokféle foglalkozását. A körülbelül négyzetes alaprajzú lakóhelyiség egyben étkezőként is szolgálhatott, egy vagy két oldala mellett téglából épített, 10-20 cm magas emelvény állt, mely takarókkal letakarva ülőhelyként szolgált. A berendezéshez tartozott még egy agyagedény, melyben hidegebb napok esetén tüzet lehetett rakni; mészkőtalapzaton álló vizeskorsók; ülőhelyként szolgáló alacsony kőkorongok; tárolóhelyként szolgáló, néha a földbe süllyesztett edények. A falakat gyakran festéssel díszítették – többek közt emberalakokkal, Bész isten ábrázolásával, lótuszokkal. A világításról gondoskodó olajlámpásokat a kb. egy méter magasan lévő falmélyedésekben vagy a falba vert szögeken tartották.
A két hátsó helyiség közül az egyiknek hálószobaként való használata némileg vitatott, főleg arra alapozható, hogy a falak mentén végigfutó párkányra lehetséges, hogy ágykeretet helyeztek, rajta szalmazsákkal. A falakban itt is lámpástartó mélyedéseket alakítottak ki. A másik hátsó helyiség konyhaként szolgált, tűzhelyet, kemencét és két-három tárolóedényt tártak fel bennük. A padlóba kőmozsarat mélyesztettek. Leggyakrabban a konyhába építették a tetőre vezető meredek lépcsőt, alatta pedig tárolóhelyiséget alakítottak ki. Néha a lépcső az egész helyiséget elfoglalta, ilyenkor a konyhát az előszoba egyik sarkában alakították ki.

## Más épületek
A falutól délkeletre szeméttel teli árkok voltak; az építés során feltehetőleg itt bányászták az agyagot a téglákhoz, később pedig a falusiak ezekbe gyűjtötték a szemetet. Ezektől délre egy lapos területen nagy cserépkorsókat tártak fel. Mivel a település nem rendelkezett kúttal (túlságosan mélyre kellett volna fúrni hozzá), valószínűleg ezekben tartották a Nílusból vagy a városból hozott vizet. A falutól délre és keletre karámok álltak, melyekben a leletek tanúsága alapján disznót tartottak. A szeméttel teli árkokban kecskék vagy juhok és szarvasmarha csontjait is megtalálták.
A karámokon túl kisebb szentélyek álltak (23 ilyen építményt sikerült eddig azonosítani), fedett helyiségeikben padok és szobrok számára szolgáló emelvények voltak. Némelyikben kemence is épült. A kápolnák festett – és kisebb részben faragott – díszítése az Amarna-korhoz képest meglepően hagyományhű, Aton említése hiányzik. Ezt eleinte azzal magyarázták, hogy a szentélyek már Ehnaton halála után épültek, de valószínűbb, hogy az őskultusszal álltak kapcsolatban. Két kápolnához sír is tartozott, kicsivel távolabb, a dombtetőn pedig a falu temetője terült el.

## Feltárása
1921 és 1923 közt a területet részben feltárták. 1979 és 1986 közt további ásatások folytak. Számos épület falai – annak köszönhetően, hogy viszonylag védett helyen áll, távol a modern kori szántóföldektől – viszonylag jól megmaradtak. A feltárások során kb. 5000 textilminta is előkerült, ami egyedülállónak számít és segít a közösség viseletének tanulmányozásában.